# 金家庄区
金家庄区原是中國安徽省马鞍山市下辖的一个区。2012年9月，根据《国务院关于同意安徽省调整马鞍山市部分行政区划的批复》（国函〔2012〕103号），金家庄区和花山区被撤销，成立新的花山区。

## 行政区划
下辖4个街道办事处：
- 街道办事处：金家庄街道、江边街道、塘西街道、慈湖街道。